# Синагога Безансона
Синагога Безансона (фр. Synagogue de Besançon) — действующая синагога во французском городе Безансон, построенная в 1869—1870 годах. Архитектор Пьер Марнот выполнил здание в достаточно редком для Европы арабо-андалузском (мавританском) архитектурном стиле. В проектировании синагоги также принимал участие академик архитектуры Авраам Хирш.
Для молитв сюда приезжали и ашкеназы. Во время Второй Мировой войны многие местные евреи были депортированы, однако сама синагога сохранилась. В настоящее время сюда приходят молиться в основном сефарды.